# Boophis microtympanum
Espèce
Synonymes
- Hylambates microtympanum Boettger, 1881
- Rhacophorus boettgeri Boulenger, 1882
- Rhacophorus arboreus Ahl, 1928

Statut de conservation UICN

 LC  : Préoccupation mineure
Boophis microtympanum est une espèce d'amphibiens de la famille des Mantellidae.

## Répartition
Cette espèce est endémique de Madagascar. Son aire de répartition s'étend sur les montagnes de la moitié Sud de l'île. On la trouve entre 1 400 et 2 400 m d'altitude.

## Taxinomie
Cette espèce malgache dont l'un des synonymes est Rhacophorus arboreus Ahl, 1928 ne doit pas être confondue avec l'espèce Rhacophorus arboreus (Okada & Kawano, 1924) qui est, quant à elle, endémique du Japon.

## Description
Boophis microtympanum mesure de 27 à 30 mm pour les mâles, de 33 à 42 mm pour les femelles. Son dos, verdâtre pour les mâles, davantage jaune-vert pour les femelles, présente des veinules noires irrégulières. Le ventre est blanchâtre avec, parfois, des taches sombres au niveau de la gorge. Les mâles ont un seul sac vocal.

## Publication originale
- Boettger, 1881 : Diagnoses reptilium et batrachiorum novorum ab ill. Dr. Christ. Rutenberg in insula Madagascar collectorum. Zoologischer Anzeiger, vol. 4, p. 46-48 (texte intégral).